# گلن مری (آلاباما)
گلن مری (به انگلیسی: Glen Mary) یک منطقهٔ مسکونی در ایالات متحده آمریکا است که در شهرستان وینستون، آلاباما واقع شده‌است. گلن مری ۲۲۰٫۰۷ متر بالاتر از سطح دریا واقع شده‌است.